# Microdynerus latro
Microdynerus latro är en stekelart som beskrevs av Blüthgen 1955. Microdynerus latro ingår i släktet Microdynerus och familjen Eumenidae. Inga underarter finns listade i Catalogue of Life.